# Ciclohexeno
El Ciclohexeno es un hidrocarburo con la fórmula C6H10. Este cicloalqueno es un líquido incoloro con un olor fuerte. Es un compuesto intermedio en diversos procesos industriales. Ciclohexeno no es muy estable durante el almacenamiento a largo plazo con la exposición a la luz y el aire, ya que forma peróxidos .

## Producción y usos
Ciclohexeno se produce por la parcial hidrogenación de benceno, un proceso desarrollado por Asahi Chemical Company. Se convierte a ciclohexanol, que se deshidrogena para dar ciclohexanona, un precursor de la caprolactama. El ciclohexeno es también un precursor de ácido adípico, ácido maleico, dicyclohexyladipate, y ciclohexeno. Además, se utiliza como un disolvente.
- Critical temperatura: 287.2 °C (560.4 K)

- 1,3-Ciclohexadieno
- 1,4-Ciclohexadieno